# 提比里斯機場車站

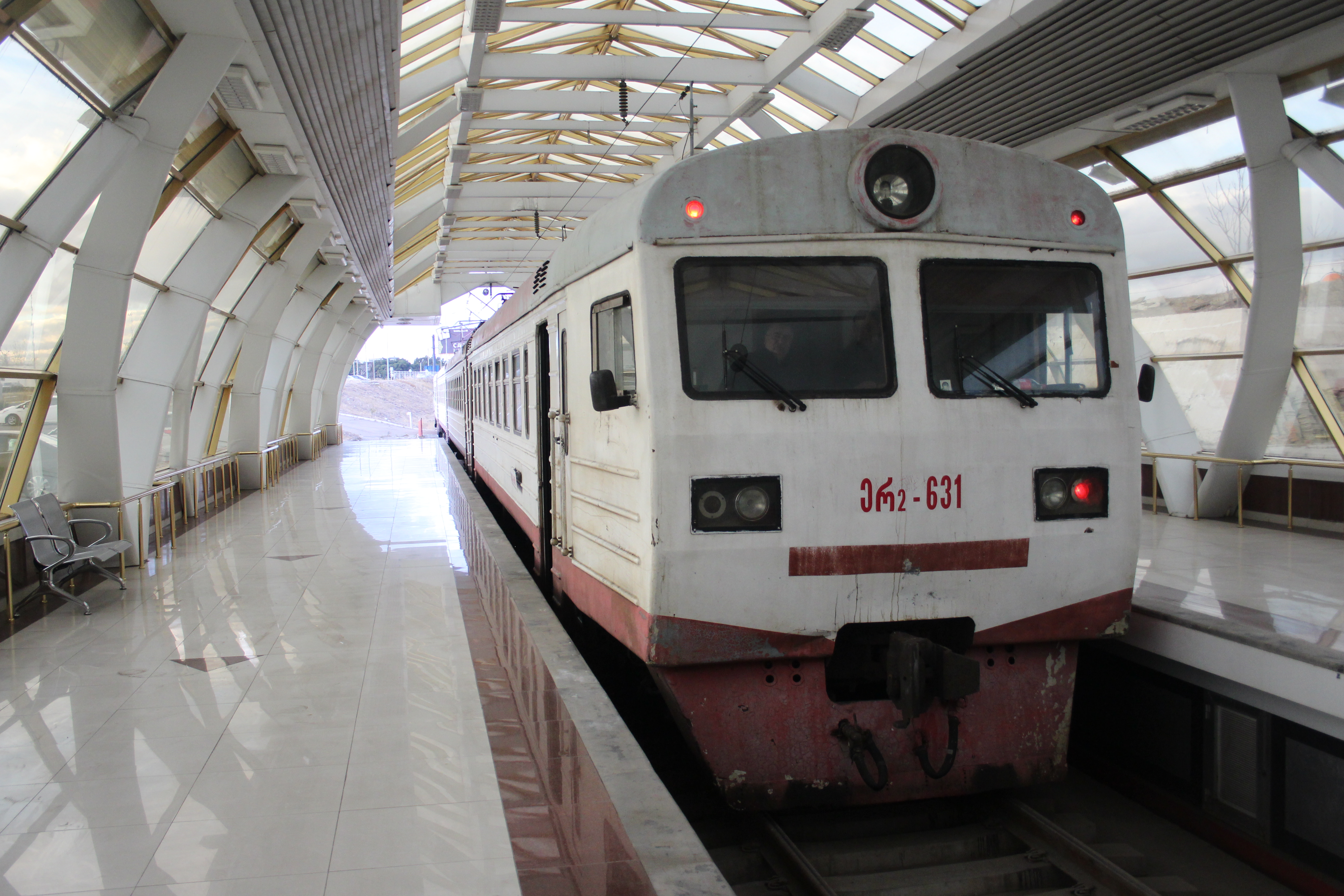
列車

提比里斯機場車站是提比里斯國際機場的機場聯絡軌道系統車站，可連結機場與提比里斯車站。車站距離機場大樓70米。車站建築由格魯吉亞公司“Delta-project 2000”設計，具有現代建築風格，外觀採用半圓形設計，裝飾有金色窗戶，在車站的正面有一個電子時鐘。從機場到第比利斯車站的旅程需要25分鐘，但由於其列車時刻與班機時刻無法密切配合，導致利用人次無法提升。